# Eurytides epidaus subsp. fenochionis
Eurytides epidaus subsp. fenochionis es una mariposa de la familia Papilionidae.

## Clasificación y descripción de la especie
Longitud alar de 70-76 mm. Antenas de color negro, cabeza de color negro con dos líneas blanco-amarillentas por un lado de los ojos; palpos de color claro o blanco amarillento. Tórax y abdomen de color negro con dos líneas amarillas a los lados. El color de fondo de las alas es blanco. En las alas anteriores la vista dorsal de la región marginal tiene una banda de color negro y una de color blanco próxima a la región submarginal. En la región posmedia (desde margen costal a ángulo anal) casi están ausentes las escamas, y las alas son casi transparentes en esta zona. En la región postdiscal presenta una banda desde margen costal a ángulo anal o torno. En la región discal presenta dos bandas que atraviesan la cédula discal son de color negro, una de ellas es más corta, sólo cubre la cédula y la otra es más larga llegando hasta el margen anal o interno. En la región postbasal presenta otra banda que se extiende de margen costal a anal.
Las alas posteriores tienen color de fondo blanco, con tres bandas negras, en la siguiente posición: una parte desde la región basal hasta el área postdiscal (por margen anal); la siguiente parte desde la región postbasal hasta la región postdiscal (paralela a la anterior); la tercera parte desde margen costal pasando por área discal hasta uniéndose con las otras dos en esta misma área del ala. En la región submarginal presenta varias lúnulas de color amarillo. La vena M3 está muy desarrollada, tanto que parece una “cola”,  es de color negro con borde amarillo. Ventralmente las alas presentan el mismo patrón, a excepción de que presenta una cuarta banda de color rojo desde el margen costal al margen anal, por la región postdiscal. Ambos sexos son semejantes, sin embargo, en el macho las bandas negras son más anchas.

## Distribución de la especie
Se localiza en el suroeste de México, en los estados de Michoacán, Guerrero, Morelos, Oaxaca, Guanajuato y México.

## Ambiente terrestre
Se distribuye en zonas cálidas y templado-cálida, también en zonas semiáridas (antes mencionadas para la forma osbcurator, por ejemplo, en Tehuantepec). 

## Estado de conservación
No se encuentra bajo ninguna categoría de riesgo.